# Karl Robert Ameln
Karl Robert Ameln, född 4 september 1919 i Stockholm, död 1 april 2016 i Stockholm, var en svensk seglare.
Ameln var son till Robert Ameln och Ella Zethrin. Han seglade för KSSS. Han blev olympisk bronsmedaljör i London 1948 då han var besättningsman på två svenska OS-båtar i 6-metersklassen. Med den Tore Holm-styrda ”Ali Baba II” tog han brons. I OS fyra år senare blev Ameln fyra i samma klass med båten ”May Be VII”. Då var styrmannen Sven Salén.
Från 1947 var han direktör på Oskarshamns varv.

## Källa
- Karl Robert Ameln på SOK:s webbplats. Läst 9 maj 2016